# André Ricard Sala
André Ricard Sala (Barcelona, 18 de junio de 1929) es un diseñador industrial, profesor y escritor español.

## Biografía
Estudia Bellas Artes en la Academia de Warnia Zarzescka de Barcelona, un artista polaco que enseña arte siguiendo las pautas de la Bauhaus. Durante cuatro años realiza prácticas en Suiza e Inglaterra. En 1951, año del Festival of Great Britain, proyecta stands para la British Industries Fair y el Ideal Home Exhibition. El libro de Raymond Loewy “Never leave well enough alone” le revela el diseño como profesión. En 1956 se entrevista con Loewy en Nueva York que le pone en contacto con los fundadores del ICSID (organización mundial de diseño). Es invitado en como observador al congreso fundacional ICSID de Estocolmo en 1959. Ese año abre su estudio en Barcelona y realiza sus primeros diseños (Lavadora Jalitan).
En 1960 es miembro fundador de ADI FAD y en 1961 preside la delegación ADI FAD al 2ª congreso ICSID de Venecia, donde es elegido miembro del Study Group. En el siguiente congreso ICSID de Paris, en 1963, es elegido Vicepresidente de esa organización internacional, cargo que ostentara hasta 1971. Organizador del congreso ICSID de Ibiza en 1971. Presidente del ADI FAD en 1971/1973 y en 1976 es Presidente Fundador de la ADP (Asociación de Diseñadores Profesionales). En 1990 es Vicepresidente del BCD (Barcelona Centre de Disseny). Entre 1988 y 1994 imparte cursos en la escuela de diseño Art Center Europe (Suiza). En 1993 organiza el departamento de diseño de producto de la escuela Eina de Barcelona que dirige hasta 1999. En 1998 participa en la fundación de Design for the World (la ONG del diseño) que preside hasta 2005. Es el único español incluido en el libro: «L'utopie du tout plastique, 1960-1973» en el que aparece su lámpara “tatu”, producida por Metalarte y reeditada posteriormente por Santa & Cole. Su obra está representada en el Museo del Diseño de Barcelona, donde se conserva también su fondo documental.

## Obras destacadas
- 1987: El Dossier de Candidatura de Barcelona para los JJ OO.
- 1992: La Antorcha Olímpica de los JJ.OO. de Barcelona.
- 1993: El Pebetero del Museo Olímpico de Lausana.
- 2001: La Copa del Mundo de Hockey IIHF.
- 2003: La remodelación del patio del Parlamento de Cataluña.
- 2007: El trofeo del Premi Internacional Joan Miró.
- 2008: El monumento a la lengua aranesa en el Valle de Arán.
- 2012: El testigo olímpico “Londres 2012 – Río de Janeiro 2016”.

En 1999 la Fundació Miró dedicó la exposición “El disseny del quotidia” al conjunto de su obra.

## Publicaciones
- Ricard, André (1982). Diseño ¿por qué?. Editorial Gustavo Gili. ISBN 8425211085 ISBN 978-8425211089.

- Ricard, André (1985). Diseño y calidad de vida. Fundación BCD.

- Ricard, André (1986). Hablando de diseño. Hogar del libro.

- Ricard, André (1991). Storia del disegno industriale (capítulo España). Editorial Electa Milano.

- Ricard, André (1994). André Ricard: diseñador. Editorial El Serbal. ISBN 8476281315 ISBN 978-8476281314.

- Ricard, André (1995). Le design au quotidien. Musée Gruérien.

- Ricard, André (2000). La aventura creativa. Editorial Ariel. ISBN 843441208X ISBN 978-8434412088.

- Ricard, André (2002). Arte¿?Diseño. Editorial Gustavo Gili.

- Ricard, André (2003). En resumen... Editorial Angle. ISBN 8496103323 ISBN 978-8496103320.

- Ricard, André (2008). Conversando con estudiantes de diseño. Editorial Gustavo Gili. ISBN 978-8425222276.

- Ricard, André (2009). Hitos del diseño. Editorial Ariel. ISBN 8434488361 ISBN 978-8434488366.

- Ricard, André (2012). Casos de diseño. Editorial Ariel. ISBN 8434405563 ISBN 978-8434405561.

## Premios y distinciones
- 1987: Premios Nacionales de Innovación y de Diseño – España
- 1993: Creu de Sant Jordi  - Generalidad de Cataluña
- 1993: Ordre Olympique – Comité Internacional Olímpico
- 1998: Chevalier des Arts et des Lettres - Francia
- 2000: Medalla de Oro al Mérito Artístico de la ciudad de Barcelona
- 2000: Académico de Honor de la Real Academia Catalana de Bellas Artes de San Jorge
- 2011: Académico de la Real Academia de Ciencias y Artes de Barcelona
- 2011: Chevalier de la Légion d’Honneur - Francia

Además sus diseños han merecido de numerosos premios nacionales e internacionales.
Recientemente ha sido invitado junto a Miguel Milá a una Wise Lessons, un prestigioso ciclo de eventos con referentes del ámbito de la arquitectura organizado por la Escuela Técnica Superior de Arquitectura de La Salle-URL (ETSALS).